# Limopsis ruizana
Limopsis ruizana is een tweekleppigensoort uit de familie van de Limopsidae. De wetenschappelijke naam van de soort is voor het eerst geldig gepubliceerd in 1971 door Rehder.